# Garantie de bon fonctionnement
La garantie de bon fonctionnement peut signifier : 

## Droit français
En droit de la construction français, la garantie de bon fonctionnement (ou garantie biennale) est une garantie légale à laquelle l'entrepreneur est tenu pendant un délai de deux ans à compter de la réception de l'ouvrage. Étant d’ordre public, toute clause du contrat de construction qui l’exclurait ou la limiterait est nulle.

## Droit québécois
En droit de la consommation québécois, la garantie de bon fonctionnement est une protection prévue par la Loi sur la protection du consommateur pour la vente ou la location à long terme des automobiles d'occasion. Une garantie de bon fonctionnement existe aussi pour la vente ou la location à long terme d’une motocyclette d’occasion adaptée au transport sur les chemins publics.